# Rasheed Dwyer
Rasheed Dwyer (29 gennaio 1989) è un velocista giamaicano.

## Palmarès
| Anno | Manifestazione          | Sede         | Evento      | Risultato  | Prestazione | Note                                     |
| ---- | ----------------------- | ------------ | ----------- | ---------- | ----------- | ---------------------------------------- |
| 2008 | Mondiali juniores       | Bydgoszcz    | 4x100 m     | Argento    | 39"25       |                                          |
| 2009 | Campionati CAC          | L'Avana      | 4x100 m     | Argento    | 39"31       |                                          |
| 2010 | Giochi CAC              | Mayagüez     | 200 m piani | Argento    | 20"49       | Miglior prestazione personale            |
| 2010 | Giochi CAC              | Mayagüez     | 4x100 m     | Argento    | 38"78       |                                          |
| 2010 | Giochi del Commonwealth | New Delhi    | 200 m piani | Semifinale | 21"13       |                                          |
| 2010 | Giochi del Commonwealth | New Delhi    | 4×100 m     | Argento    | 38"79       |                                          |
| 2011 | Universiadi             | Shenzhen     | 200 m piani | Oro        | 20"20       | Miglior prestazione personale            |
| 2013 | Universiadi             | Kazan'       | 200 m piani | Argento    | 20"23       |                                          |
| 2014 | World Relays            | Nassau       | 4×200 m     | Oro        | 1'18"63     |                                          |
| 2014 | Giochi del Commonwealth | Glasgow      | 200 m piani | Oro        | 20"14       |                                          |
| 2015 | World Relays            | Nassau       | 4×200 m     | Oro        | 1'20"97     |                                          |
| 2015 | Giochi panamericani     | Toronto      | 200 m piani | Argento    | 19"90       |                                          |
| 2015 | Campionati NACAC        | San Jose     | 200 m piani | Oro        | 20"12       | Record dei campionati                    |
| 2015 | Mondiali                | Pechino      | 4×100 m     | Oro        | 37"36       | Miglior prestazione mondiale stagionale  |
| 2017 | World Relays            | Nassau       | 4×200 m     | Bronzo     | 1'21"09     |                                          |
| 2017 | Mondiali                | Londra       | 200 m piani | Semifinale | 20"69       |                                          |
| 2018 | Giochi del Commonwealth | Gold Coast   | 200 m piani | Semifinale | 20"82       |                                          |
| 2018 | Giochi CAC              | Barranquilla | 200 m piani | 4º         | 20"41       |                                          |
| 2018 | Giochi CAC              | Barranquilla | 4x100 m     | Bronzo     | 38"79       |                                          |
| 2019 | World Relays            | Yokohama     | 4×100 m     | 6º         | 38"88       |                                          |
| 2019 | Giochi panamericani     | Lima         | 100 m piani | 5º         | 10"32       |                                          |
| 2019 | Giochi panamericani     | Lima         | 4x100 m     | 5º         | 39"01       |                                          |
| 2019 | Mondiali                | Doha         | 200 m piani | Semifinale | 20"54       |                                          |
| 2019 | Mondiali                | Doha         | 4×100 m     | Batteria   | 38"15       | Miglior prestazione personale stagionale |
| 2021 | Giochi olimpici         | Tokyo        | 200 m piani | 7º         | 20"21       |                                          |
| 2022 | Mondiali                | Eugene       | 200 m piani | Semifinale | 20"87       |                                          |
| 2023 | Mondiali                | Budapest     | 200 m piani | Semifinale | 20"49       |                                          |